# 卷葉星孔珊瑚
卷葉星孔珊瑚（学名：Astreopora cucullata）为軸孔珊瑚科星孔珊瑚下的一个种。